# Emiro
Emiro (in arabo أمير‎?, amīr) significa letteralmente "comandante", persona cioè che detiene l'autorità per emettere un ordine (amr) e per vederlo eseguito.
In tutta la storia araba, con il termine "emiro" si è indicato il titolo nobiliare di "principe". Attualmente, esso è utilizzato come titolo reale per i monarchi arabi in alcuni Paesi islamici.

## Storia
Il termine, che di per sé non avrebbe alcuna valenza spirituale, acquista un significato del tutto particolare quando si fa riferimento all'espressione araba Amīr al-muʾminīn, cioè "Comandante dei credenti" che, dall'epoca del secondo Califfo, ʿUmar ibn al-Khaṭṭāb, divenne il perfetto sinonimo di "Califfo".
Il termine ha poi acquisito un significato caratterizzato dalle sole valenze militari o politiche e quindi servì a indicare regnanti anche di grandi entità statali, ma teoricamente posti su un gradino inferiore comunque al Califfo
o al sultano ottomano.
Tale sostantivo viene anche adoperato dal XXI secolo da varie organizzazioni terroristiche jihādiste per indicare un militante posto a capo di un'area sotto il controllo dell'organizzazione.

## Emirati esistenti
- Kuwait, indipendente dal Regno Unito dal 1961
- Qatar, indipendente dal Regno Unito dal 1971
- Emirati Arabi Uniti, indipendenti dal Regno Unito dal 1971 (federazione di emirati)
  -  Abu Dhabi
  -  Ajman
  -  Dubai
  -  Fujaira
  -  Ras al-Khaima
  -  Sharja
  -  Umm al-Qaywayn
- , Il movimento dei talebani afghani definì come "emirato islamico" il regime da loro imposto sull'Afghanistan nel 1996 (Emirato Islamico dell'Afghanistan), regime in seguito dissoltosi come conseguenza dell'invasione statunitense del 2001; il termine è stato poi ripreso dagli stessi talebani nel 2021 dopo il loro ritorno al potere a Kabul.

Fino al 2002 il titolo era utilizzato anche per il sovrano del Bahrein, che in quell'anno si autoproclamò re.